# Mecistocephalus subgigas
Mecistocephalus subgigas är en mångfotingart som först beskrevs av Filippo Silvestri 1919.  Mecistocephalus subgigas ingår i släktet Mecistocephalus och familjen storhuvudjordkrypare.
Artens utbredningsområde är Papua Nya Guinea. Inga underarter finns listade i Catalogue of Life.